# Callionymus leucobranchialis
Callionymus leucobranchialis, tên thông thường là cá đàn lia mang trắng, một loài cá biển thuộc chi Callionymus trong họ Cá đàn lia. Loài này được mô tả lần đầu tiên vào năm 1941.

## Phân bố và môi trường sống
C. leucobranchialis có phạm vi phân bố ở Tây Thái Bình Dương. Loài này chỉ được biết đến trong một khu vực giới hạn ở Luzon, Philippines, và 2 điểm khác ở phía bắc Úc: bãi cạn Rowley và trong vịnh Carpentaria. C. leucobranchialis sống trên đáy cát và bùn, được tìm thấy ở độ sâu khoảng từ 60 đến 137 m.

## Mô tả
Chiều dài tối đa được ghi nhận ở C. leucobranchialis là khoảng 7,8 cm. Đầu và thân (mẫu vật đã ngâm trong rượu) có màu nâu vàng. Lưng được bao phủ bởi các đốm màu nâu; nửa thân dưới màu trắng ngà. Hai bên thân có một hàng các đốm nhỏ màu nâu sẫm nằm bên dưới đường bên. Mắt màu xám đen, mống mắt màu xám bạc. Lớp màng trên mang có màu trắng. Hai đốm đen nhỏ ở phía trên gốc vây ngực. Màng vây lưng thứ nhất sẫm màu, có vân trắng. Vây lưng thứ hai trong suốt; tia vây có các đốm nhỏ màu nâu. Vây hậu môn có màu trắng. Vây đuôi có khoảng 7 hàng đốm đen Vây đuôi màu xám đen. Vây bụng màu trắng.
Số gai ở vây lưng: 4; Số tia vây mềm ở vây lưng: 9; Số gai ở vây hậu môn: 0; Số tia vây mềm ở vây hậu môn: 9; Số tia vây mềm ở vây ngực: 17 - 19; Số gai ở vây bụng: 1; Số tia vây mềm ở vây bụng: 5.
Thức ăn của C. leucobranchialis là các loài động vật giáp xác, giun biển và ốc biển.